# 山田隆之
山田 隆之（やまだ たかゆき、1923年5月14日 - 1994年5月16日）は、日本の脚本家。

## 略歴
青森県八戸町出身。八戸中学を卒業後、早稲田大学に進学、在学中の1943年に学徒出陣する。復員後、八戸に戻り、終戦後は地元で劇団を設立し、演出などを担当するかたわら、役者として自ら出演もしていた。
1949年に上京し、ラジオドラマの脚本を書くようになり、その後、テレビ時代への移行とともにテレビドラマ（主に時代劇）の脚本を書くようになる。
1994年5月16日、埼玉県秩父市の自宅で死去。

## 主な作品

### ラジオドラマ
- わが胸に虹は消えず（文化放送） ※1957年に映画化され、原作者としてクレジットされる
- 女神（1956年、文化放送）

### テレビドラマ
- 銭形平次（1966年-1984年、フジテレビ）
- 木枯し紋次郎（1972年、フジテレビ）
- 必殺仕掛人（1972年-1973年、朝日放送）
- 隼人が来る（1972年-1973年、フジテレビ）
- 必殺仕置人（1973年、朝日放送）
- 狼・無頼控（1973年-1974年、毎日放送）
- 右門捕物帖 第19話「自由」（1974年、NET）
- 座頭市物語（1974年-1975年、フジテレビ）
- 影同心II（1975年-1976年、毎日放送）
- 新・二人の事件簿 暁に駆ける!（1976年-1977年、朝日放送）
- 柳生一族の陰謀（1978年-1979年、関西テレビ）
- ザ・ハングマン 燃える事件簿（1980年-1981年、朝日放送）
- 遠山の金さん（1982年-1986年、テレビ朝日）※高橋英樹主演版
- 京都かるがも病院（1986年-1987年、テレビ朝日）
- 暴れん坊将軍V（1993年-1994年、テレビ朝日）

### 映画
- 影の軍団 服部半蔵（1980年、東映）